# 후한 광무제
한 세조 광무황제 유수(漢 世祖 光武皇帝 劉秀, 기원전 6년 ~ 57년)는 중국 후한의 초대 황제로, 뛰어난 군재와 통치력으로 양한교체기 중국 대륙의 혼란기를 모두 평정하고 한 왕조의 복벽을 이뤄낸 군주이다. 중국 역사에서 손꼽히는 성군으로, 시호인 '광무'는 한 왕조를 중흥시켰다는 뜻에서 「광(光)」, 화란을 평정하였다는 뜻에서 「무(武)」의 문자를 사용한 것이다.
전한의 초대 황제 고제의 이손자(9세손)로, 아명은 호(呼), 자는 문숙(文叔)이며 남양군 채양현(蔡陽縣) 사람이다.

## 생애

### 출생
전한 경제의 아들인 장사정왕 유발의 내손(5세손)으로, 남돈령(南頓令)으로 남돈군에 추증된 유흠의 아들이다. 어렸을 때부터 몹시 신중하고 차분한 성격으로, "벼슬을 한다면 집금오, 아내를 얻는다면 음려화(陰麗華)" [仕官當至執金吾, 娶妻當得陰麗華] 라는 정도의 희망을 이야기하고 다니던 평범한 종실의 한 사람이었다.

### 적미군과 녹림군
왕망이 찬탈을 통해 신 왕조를 세우고, 주(周) 시대의 정치를 이상으로 삼아 현실을 도외시한 정책을 실시하는 등 민심을 잃고, 전국 각지에서 반란이 일어나 흉노·서강(西羌)·고구려 등 주변 국가와 민족들의 반감을 사기에 이른다.
천봉 원년(14), 낭야에서 여모(呂母)라는 노파가 현령에게 살해된 아들의 복수를 위해 사재를 털어 수천의 무리를 모아 반란을 일으켰다. 여모는 현령을 죽인 뒤에 사망했는데, 일단 모여든 군세는 가혹한 법에 무거운 조세를 이유로 해산하지 않았고, 천봉 5년(18) 동향 사람인 번종(樊宗)의 거병에 합류해 거대한 세력을 이룬다. 이들 군은 피아 식별을 위해 눈썹을 붉게 칠하여 적미군(赤眉軍)이라고 불렸다. 왕망 조정의 군사였던 태사군(太師軍)·경시군(更始軍)은 무리한 식량 징발 등으로 민심을 잃어, 당시에는 「차라리 적미군을 만날 망정 태사군과는 만나지 말고, 태사를 만나지 않더라도 경시군이 모두 죽일 것이다(寧逢赤眉, 不逢太師. 太師尙可, 更始殺我.)」라고 야유했다고 한다. 또한 같은 시기에 왕광(王匡)이 빈민들을 모아 녹림산(綠林山)을 거점으로 반역을 일으켰다. 이들을 녹림군(綠林軍)이라고 한다.
지황 3년(22) 겨울, 형 유연(劉縯)이 거병하였다. 처음에는 생각처럼 병사가 잘 모이지 않았지만, 신중한 성격에 평판도 좋던 동생 유수가 합류하자 유수의 판단을 믿고 반란에 참가하는 사람이 늘어났다고 한다. 이 반란군은 용릉군(舂陵軍)이라 칭했다. 타고 다닐 말도 구하지 못할 정도로 가난했던 유수는 반란 지휘에 소를 타고 다녔으며, 녹림군에 합류한 뒤에야 조정군으로부터 노획한 말을 타게 되었다고 한다. 녹림군은 군내에 역병이 만연하면서 남양을 거점으로 하는 신시군(新市軍)과 남군을 거점으로 하는 하강군(下江軍)으로 나뉘었다. 신시군은 남양의 호족이었던 평림군(平林軍, 여기에는 유수의 본가 혈통인 유현(劉玄)이 가세했다)이나 유연의 용릉군과 연합하였는데, 나중에 이들이 다시 하강군을 흡수하고 유연은 육양(淯陽)에서 관군을 격파했다. 연합군이 완성(宛城)을 포위한 뒤, 새로운 황제를 옹립하고자 녹림군의 부장들은 협의를 벌였다. 하강군과 남양 호족을 중심으로 유연을 옹립하려는 움직임도 있었으나, 실적이 있는 유능한 인물을 옹립하면 그들의 세력이 약화될 것을 두려워한 평림군과 신시군의 부장들은 이를 기각하고, 평범한 인물로 여겨지던 유현을 옹립하였다(경시제).
경시 원년(23) 여름, 경시제 토벌을 계획한 왕망은 낙양(洛陽)에서 백만(전투병 42만, 나머지는 수송병)이라는 대군을 출진시켰다. 그러나 왕망은 군사 지식이나 경험이 부족했고, 조정군은 63파나 되는 병법가(兵法家)를 동행시키면서 맹수를 거느리는 등의 어긋난 편재로 이루어져 있었다. 왕망군은 유수가 거점으로 삼고 있던 곤양성(昆陽城)을 포위 공격하지만, 유수는 밤을 틈타 13기만을 거느리고 곤양성을 탈출해, 가까운 현에서 3천의 원군을 모아 곤양을 포위한 군사와 맞섰다. 왕망군은 총대장 비진후(丕進侯) 왕심(王尋)이 수천 명을 거느리고 요격했지만 유수와 그 부하들의 분투로 대패하였다(곤양 전투). 곤양에서의 승리를 전후해 유수의 형 유연도 완성(宛城)을 함락시켰다. 이렇게 되어 유연·유수 형제의 명성은 천하에 알려지게 되었다.
그들의 명성이 높아지는 것에 두려움을 느낀 경시제는 두 사람에 대한 견제에 나섰다. 앞서 경시제의 즉위에 반대했던 유연의 부하이자 친척인 유직(劉稷)이 경시제의 벼슬을 사양하자 경시제는 그를 반역으로 몰아 죽이려 했고, 유연이 이에 부하인 유직을 옹호하고 나서자 경시제는 이를 트집잡아 유연을 처형했다. 이 사건에 즈음해 유수는 완성에 도착하여 경시제에게 형의 결례를 사과하고, 형을 위해 상복도 입지 않았으며 조문하러 온 사람들에게도 사건에 대해서는 일절 언급하지 않는 등 자신도 재앙에 휘말리는 일이 없게 하려 애썼다.
곤양(昆陽)과 완(宛)에서의 전승이 알려지자 그때까지 상황을 관망하던 호족들이 차례대로 경시제의 군에 합류했고, 단기간에 일대 세력으로 성장한 경시제의 군사는 낙양과 장안을 함락시키고 이곳으로 천도하였다. 낙양이 도성(都城)으로 정해질 때까지 유수는 경시제와 측근들로부터 위험인물로 지목되어 중앙 정계에 나서지 못했으나, 당시 기주와 연주 등의 황하 이북으로 파견할 마땅한 무장도 없었을 뿐더러 대사도 유사(劉賜)가 「여러 집안의 자제로서 문숙(유수)이 쓸 만 하다(諸家子獨有文叔可用)」고 추천하면서 유수는 하북 부임을 명받고, 유수에 대한 감시도 풀렸다.
이후 경시제의 정치가 문란해져 민심을 잃게 되자 유수에게도 자립의 기회가 주어지게 되었다.
경시 원년(23) 겨울, 유수는 하북으로 향했다. 하북에서 유수가 한단을 떠나 북상할 무렵, 한단에서 왕랑(王郞)이라는 자가 성제의 숨겨진 아들인 유자여(劉子輿)라고 칭하고 유림(劉林), 이육(李育) 등과 함께 거병하여, 유수의 목에 10만 호의 상금을 걸고 수배에 나섰다. 유수는 등우(鄧禹), 왕패(王覇), 풍이(馮異) 등의 가까운 부하를 거느리고 하북을 떠돌게 되었다. 그것은 고난의 행군으로, 맹추위까지 겹쳐 풍이가 가까스로 땔감을 모으고 등우가 가져다 불을 지펴 콩죽이나 보리밥으로 추위와 굶주림을 견딜 정도였다고 한다.
그 뒤에는 왕랑에 맞서 유수의 비호를 요구한 신도태수 임광(任光)과 그 휘하의 이충(李忠)과 만수(萬脩), 화성군(和成郡)의 태수 비융(邳彤) 등이 유수를 불러들였고, 지방 호족이던 유식(劉植), 경순(耿純)도 진영에 가담했다. 이로서 임광, 이충, 만수, 비융, 유식, 경순은 후대에 운대 28장(雲臺二十八將)으로 불리게 되었다. 유수는 왕랑의 부하로 10만여 명의 병사를 거느리고 있던 진정왕(眞定王) 유양(劉楊)에게 공작을 펼쳐, 유양의 여동생이 호족 곽창(郭昌)에게 시집가서 낳은 딸(즉 유양의 조카)인 곽성통(郭聖通, 후의 황후 곽씨)에게 장가들어, 유양을 끌어들이는데 성공했다.
이렇게 왕랑과 대치하는 와중에 오환족(烏桓族)의 정예 돌격기병을 거느린 어양과 상곡이 유수측에 대해, 후세의 운대 28장의 한 사람으로 불릴 오한(吳漢)·갑연(蓋延)·왕량(王梁)·경단(景丹)·구순(寇恂)·경감(耿弇) 등을 보내 유수와 합류했다. 이로서 기세가 더해진 유수군은 왕랑군을 격파하고 이듬해 여름에 한단을 함락시켰다. 왕랑은 도주하던 중에 잡혀 죽었다.
경시 2년 5월, 유수의 세력을 두려워한 경시제는 유수를 소왕(蕭王)으로 봉하여 군사를 해산시키고 장안으로 불러들였지만, 유수는 부하 경감(耿弇)의 조언을 받아들여 하북의 평정이 완료되지 않았다며 이를 거부하고 자립하는 길을 택했다. 그 뒤 동마군(銅馬軍)이라는 지방 세력군을 끌어들여 그 병력까지 손에 넣은 유수의 군사는 수십 만을 넘는 세력으로 성장했다.

### 즉위
건무 원년(25), 하북의 실력자가 된 유수는 부하들로부터 황제로 즉위하라는 상주를 받았다. 유주에서 개선하는 도중에 두 번이나 사양하다가 세 번째 요청에 「생각해보겠다」고 대답하고, 『적복부(赤伏符)』라는 참문(讖文)을 부기한 네 번째 요청으로 즉위를 수락하여 6월에 즉위, 연호를 건무(建武)라 했다. 영천군과 여남군을 장악하고 있던 친척 아저씨 유무가 광무제가 즉위했다는 소식을 듣고 항복해 왔다. 이해에 경시제는 서쪽으로 온 적미군에게 항복한 뒤 살해되었다. 적미군도 장안 및 그 주변을 약탈하다 식량이 떨어지자 산둥으로의 귀환을 꾀했는데, 건무 3년(27년), 광무제가 파견한 대사도 등우·정서대장군(征西大將軍) 풍이가 적미군을 공격하였다. 처음에는 패배했던 풍이가 군사를 정비해 적미군을 격파하고, 서쪽으로의 퇴로를 끊고서 동쪽 의양(宜陽)에서 기다리고 있던 광무제의 군은 병량이 다한 적미군을 전투 없이 항복시켰다.
건무 6년(30)에 산둥을 평정하고 건무 9년(33년)에는 농서를 공략하여 현지의 지배자 외효는 병을 앓다 굶어 죽고, 뒤를 이은 아들 외순(隗純)은 건무 10년(34)에 항복하였다. 건무 12년(36) 촉 땅의 공손술을 멸함으로써 중국 통일을 달성했다.

### 통일 뒤
광무제는 낙양을 첫 도읍으로 정하고, 장안을 함락시킨 뒤에도 황폐한 장안으로 천도하는 대신 낙양을 그대로 도성으로 유지했다. 한 왕조를 화덕(火德)이라 여겼던 광무제는 낙양의 「낙(洛)」에 들어간 수(水)자 변을 싫어해서 낙양의 이름을 낙양(雒陽)으로 바꾸었다. 또한 중국 통일을 전후해 노비를 해방하고, 죄인들을 석방시키고, 조세를 가볍게 줄였으며 군사를 귀농시키고 수리사업을 일으키는 등의 정책을 통해 왕조의 기초가 되는 백성의 생활 안정을 도모하는 한편, 통치 기구를 정비하고 지배 체제를 확립한다(후술).
56년에 연호를 건무중원으로 바꾸고 봉선을 행했으며, 그 이듬해 2월에 낙양의 남궁에서 63세로 사망하였다.

## 정책

### 민정 · 재정
전한 말 이래의 혼란으로 중국은 피폐해져, 전한의 전성기에는 약 6천만 명에 달하던 인구가 광무제 시대에는 2천만 명 정도로 감소해 있었다. 광무제는 이에 대한 대책으로서 노비 해방 및 대사면령을 몇 차례에 걸쳐 실시하고 자유민을 늘려 농촌 생산력 향상과 민심 확보에 힘썼다. 징병제를 폐지하고, 평소에는 농업 생산에 종사시키다가 유사시에 군사로 동원하는 둔전병(屯田兵)을 운용해, 생산과 수요의 균형이 무너짐으로서 발생한 기근이나 변경으로의 식량 수송 문제를 완화시켰다.
백성의 신분에 대한 정책으로는 앞서 설명한 노비 해방령 외에도 건무 11년(35년)에는 「하늘과 땅의 존재 중에 인간이 가장 귀하다(天地之性、人爲貴)」는 문구로 시작하는 조(詔)를 내려, 노비와 양민의 형법상 평등을 선언하였다. 또한 이보다 앞선 건무 7년(31년)에는 매인법(賣人法), 13년(37년)에는 약인법(略人法)을 공포하여 인신매매를 규제하였다.
조세에 대해서는 여지껏 왕조의 군사 재정 부족을 이유로 수확량의 1/10을 거두던 것을 건무 6년(30년)에 전한의 제도와 같은 1/30로 하여 인민의 불만을 완화하고자 했다. 이러한 감세가 가능하게 된 배경에는 둔전 시행으로 병사의 식량을 확보할 수 있게 된 것도 한몫하였다.
징병된 병사들을 귀농시킨 뒤, 건무 15년(39년)에는 경지 면적과 호적에 대한 전국적인 조사를 시행하여 인민 통치의 기초를 다지고 국가 재정을 확립했다. 그러나 이때의 경지 및 호적 조사에서는 수도가 있던 하남이나 황제의 고향이기도 한 남양에서 부정 신고가 행해졌는데, 해당 군의 호족들이 가지고 있던 권세를 보여주는 사건이었다. 조사에 불만을 품은 지방 호족이 농민을 규합해 반란을 일으키는 일도 있었다.
왕망이 화폐 제도를 혼란시킨 바람에 후한 초기까지 조악한 화폐가 유통되고 있었으나, 건무 16년(40년)에는 과거 한 무제 이후의 오수전 주조가 시작되어 화폐 제도도 정비되었다.
이러한 제도를 통해 후한 왕조의 통일 제국으로서의 실체가 거의 갖추어졌다.

### 통치 기구
광무제 치세의 통치 기구의 정비로서는 다음과 같은 것을 들 수 있다.
후한은 전한의 통치 기구를 답습해 군국제(郡國制)를 채용하면서도 제후왕(諸侯王) · 열후(列侯)의 봉읍은 전한의 비해 줄어들었다. 제후왕의 봉읍은 1개 군을 넘지 못했고, 공신(功臣)을 후(侯)로 봉하는 일도 많았지만 그것도 몇개 현(縣)만을 봉해줄 뿐이었다. 왕망이 폐했던 전한의 제후왕으로 광무제가 즉위하면서 지위를 회복한 자들도 건무 13년(37년)에는 열후로 격하되고, 이후 광무제의 치세에 제후왕으로 봉해진 것은 황제의 동족이었던 남양 용릉 유씨 일족과 황자 뿐이었다.
중앙정부에는 대사도 · 대사공(大司空) · 대사마(大司馬)의 삼공(三公)을 정치의 최고 책임자로 두었다. 실무상에서는 황제의 비서격인 상서(尙書)가 중용되었다. 그밖에 관제나 군제에서는 역소(役所)를 통폐합하고 필요없는 관직의 삭감을 실현하여 건무 7년(31년)에는 지방 상비군이었던 재관(材官) · 기사(騎士) 등을 없애고 노동력 부문의 민간 전환을 실현하였다. 혼란기에 임명되었던 장군도 대부분이 해임되고 소규모 상비군만을 준비하는데 그쳐 재정 부담의 경감을 도모하였다.
또한 재정 기관의 재편성으로 과거 전한에서는 황실 재정을 맡고 있던 소부(少府)의 업무를 국가 재정 기관인 대사농으로 이관시켜 황실 재정을 국가 재정에 포함시키거나, 대사농 직속이었던 국가 재정의 중요한 기관인 염관(鹽官) · 철관(鐵官)을 지방 군현에 속하게 하기도 했다.

### 유교 진흥
광무제의 시책은 정치적 · 사상적 특색의 하나로서 유교를 진흥시켰고, 학제 · 예제(禮制)를 정비했다는 데에 있다. 건무 5년(29년) 낙양에 태학(太學)을 설치하여 유학을 강론하게 하고 14명의 오경박사(五經博士)를 두었으며, 비슷한 시기에 각지에 사학(私学)이 마련되어 현지의 학자가 문하생을 모아 경서를 강의하게 된다. 또한 관리 등용제도인 향거리선(鄕擧里選)에서 효행, 청렴, 결백을 취지로 하면서도 특히 효렴(孝廉)이 중시되어, 건무 12년(36)에는 삼공 등이 매년 일정한 수의 효렴을 천거하도록 하는 규정이 마련되었다. 건무중원 원년(56)에는 낙양에 교화 · 제사 시설로서 명당(明堂) · 영대(靈台) · 벽옹(辟雍)이 설치되었다.
광무제가 통치의 근거로 삼은 유교는 전한 후기 이래 성행했던 참위설(讖緯說)과도 결합되어 있었는데, 여기에는 예언 등의 신비주의적인 요소가 짙게 가미되어 있었고 왕망도 이것을 이용하였다. 광무제는 즉위하면서 『적복부』의 예언에 따른 것 외에도 삼공의 인사와 봉선, 시행의 근거로서 참문을 쓴 사례도 있었으며, 참위설을 비판한 유학자는 등용되지 못했다. 만년인 건무중원 2년(57년)에는 도참(圖讖)을 천하에 선포할 것을 명했다.

### 대외 정책
광무제의 대외관계로는 다음과 같은 시책들이 있다.
동쪽으로는 고구려의 대무신왕이 멸망시켰던 한반도 북부의 낙랑국(樂浪國) 지역을 건무 6년(30년)에 다시 쳐서 평정하고 군현제를 통해 직접지배하였다. 한편으로 한반도 동쪽의 수장들을 현후(縣侯)로 봉하였으며 반도 남부로부터 조공하러 온 사신들을 받아들여 낙랑국에 속하게 했다. 왕망이 후(侯)로 격하시켰던 고구려가 건무 8년(32년)에 후한 조정에 조공하자 광무제는 다시 왕호(王號)를 부활시켰다고 한다. 또한 건무중원 2년(57년)에는 왜(倭)의 노국(奴國)에서 온 사신에게 금인(金印)을 하사하기도 했는데, 에도 시대에 시가 섬(志賀島)에서 한위노국왕인(漢委奴國王印)이 실제로 발견되기도 했다.
서쪽으로는 건무 11년(35년)에 침략해온 강족(羌族)을 마원(馬援)을 시켜 물리치고, 항복한 자들은 천수(天水) · 농우(隴西) · 우부풍(右扶風) 내의 군으로 이주시켜 군현 관할 아래 두었다.
남쪽으로는 건무 16년(40년)에 교지(交趾)에서 일어난 쯩(徴) 자매의 반란을 마원을 보내 진압하게 하였다. 마원은 무력 행사와 함께 성곽 복원, 관개수로 정비를 통해 농업을 진흥시키고 현지의 관습법을 존중하는 등 후한의 군현제 정비에서 현지의 습속을 존중했다.
북쪽에서는 과거 왕망의 강경 외교 정책에 반발한 흉노가 세력을 더하고 있었는데, 건무 6년(30년)에 광무제는 화친 사자를 보냈지만 흉노의 침략은 그치지 않았다. 그러던 중 건무 24년(48년) 흉노가 내부 항쟁을 겪어 남북으로 분열되고 이 중 남흉노(南匈奴)가 후한에 귀순하였다(이 분열로 오환과 선비족도 흉노에서 이탈한다). 광무제는 이듬해인 건무 25년(49년)에 오환의 추장을 후왕(侯王)에 봉하고 선비로부터 조공을 받았다. 북흉노(北匈奴)는 남흉노를 약화시키고자 건무 27년(51년)에 후한에 사자를 보냈지만, 광무제는 화친을 인정하지 않고 한편으로 북흉노를 토벌할 방안도 인정하지 않은 채 비단 등을 주어 회유하는 선에서 그쳤다.

## 가족 관계
- 열조부: 전한 경제
- 현조부: 장사정왕 유발
- 고조부: 용릉절부군 유매
- 증조부: 울림부군 유외
- 조부: 추존 황제 거록부군 유회
- 조모: 추존 황비 거록부군부인 장씨
- 아버지 : 추존 황제 남돈군 유흠
- 어머니 : 번한도, 번중(樊重)의 딸
  - 형 : 제무왕 유연
  - 형 : 노애왕 유중

- 황후 : 폐황후 곽씨
  - 장남 : 동해공왕 유강
  - 차남 : 패헌왕 유보
  - 5남 : 제남안왕 유강
  - 7남 : 부릉질왕 유연
  - 10남 : 중산간왕 유언
- 황후 : 광렬황후 음씨
  - 4남 : 효명황제 유장
  - 6남 : 동평헌왕 유창
  - 8남 : 광릉사왕 유형
  - 9남 : 임회회공 유형
  - 11남 : 낭야효왕 유경
- 후궁 : 허미인
  - 3남 : 초왕 유영
  - 장녀 : 신의공주 유홍(迅宜公主 劉弘)
- ?
  - 차녀 : 무양공주 유의왕(舞陽公主 劉義王) - 생모미상
  - 3녀 : 열양공주 유중례(涅陽公主 劉中禮) - 생모미상
  - 4녀 : 관도공주 유홍부(館陶公主 劉紅夫) - 생모미상
  - 5녀 : 육양공주 유예류(淯陽公主 劉禮劉) - 생모미상
  - 6녀 : 역읍공주 유수(酈邑公主 劉綬) - 생모미상

## 기년
| 광무제      | 원년            | 2년                           | 3년        | 4년        | 5년        | 6년        | 7년        | 8년        | 9년        | 10년       |
| ----------- | --------------- | ----------------------------- | ---------- | ---------- | ---------- | ---------- | ---------- | ---------- | ---------- | ---------- |
| 서력 (西曆) | 25년            | 26년                          | 27년       | 28년       | 29년       | 30년       | 31년       | 32년       | 33년       | 34년       |
| 간지 (干支) | 을유(乙酉)      | 병술(丙戌)                    | 정해(丁亥) | 무자(戊子) | 기축(己丑) | 경인(庚寅) | 신묘(辛卯) | 임진(壬辰) | 계사(癸巳) | 갑오(甲午) |
| 연호 (年號) | 건무(建武) 원년 | 2년                           | 3년        | 4년        | 5년        | 6년        | 7년        | 8년        | 9년        | 10년       |
| 광무제      | 11년            | 12년                          | 13년       | 14년       | 15년       | 16년       | 17년       | 8년        | 9년        | 20년       |
| 서력 (西曆) | 35년            | 36년                          | 37년       | 38년       | 39년       | 40년       | 41년       | 42년       | 43년       | 44년       |
| 간지 (干支) | 을미(乙未)      | 병신(丙申)                    | 정유(丁酉) | 무술(戊戌) | 기해(己亥) | 경자(庚子) | 신축(辛丑) | 임인(壬寅) | 계묘(癸卯) | 갑진(甲辰) |
| 연호 (年號) | 11년            | 12년                          | 13년       | 14년       | 15년       | 16년       | 17년       | 18년       | 19년       | 20년       |
| 광무제      | 21년            | 22년                          | 23년       | 24년       | 25년       | 26년       | 27년       | 28년       | 29년       | 30년       |
| 서력 (西曆) | 45년            | 46년                          | 47년       | 48년       | 49년       | 50년       | 51년       | 52년       | 53년       | 54년       |
| 간지 (干支) | 을사(乙巳)      | 병오(丙午)                    | 정미(丁未) | 무신(戊申) | 기유(己酉) | 경술(庚戌) | 신해(辛亥) | 임자(壬子) | 계축(癸丑) | 갑인(甲寅) |
| 연호 (年號) | 21년            | 22년                          | 23년       | 24년       | 25년       | 26년       | 27년       | 28년       | 29년       | 30년       |
| 광무제      | 31년            | 32년                          | 33년       |            |            |            |            |            |            |            |
| 서력 (西曆) | 55년            | 56년                          | 57년       |            |            |            |            |            |            |            |
| 간지 (干支) | 을묘(乙卯)      | 병진(丙辰)                    | 정사(丁巳) |            |            |            |            |            |            |            |
| 연호 (年號) | 31년            | 32년 건무중원 (建武中元) 원년 | 2년        |            |            |            |            |            |            |            |